# Anastatus bifasciatus
Anastatus bifasciatus is een vliesvleugelig insect uit de familie Eupelmidae. De wetenschappelijke naam is voor het eerst geldig gepubliceerd in 1785 door Geoffroy.
In 2021 werd deze bronswesp aangetroffen in Limburg in eitjes van de eikenprocessierups. Kortom er is een natuurlijke vijand gevonden en een nieuw insect voor Nederland.
1. ↑  Nieuwe bronswesp in Nederland is natuurlijke vijand eikenprocessierups. Nature today 30 juni 2022
2. ↑  Voor het eerst sluipwesplarven in eitjes van eikenprocessierupsen in Nederland gevonden. Nature Today 5 maart 2021